# マルクス・マンリウス・カピトリヌス
マルクス・マンリウス・カピトリヌス（ラテン語: Marcus Manlius Capitolinus, 生年不詳 - 紀元前384年）は、共和政ローマの政治家、軍人。紀元前392年には執政官を務めた。救国の英雄の一人ではあったが、後に王位を狙ったとして処刑された。

## 経歴

### コンスルシップ
紀元前392年に執政官となると、4年前にマルクス・フリウス・カミッルスがウェイイを陥落させた際に移転させたユーノー神殿の奉納を行った。またアエクイ族との小競り合いが生じたがこれに難なく勝利し、同僚のポティトゥスは凱旋式を、マンリウスは小凱旋式を挙行した。
しかしながらその後ローマでは疫病が蔓延し、両執政官も罹患したため通常よりも早い7月1日に次の執政武官が選出された。

### 英雄
紀元前390年(もしくは387年)、ガリア・キサルピナに移住していた、ガリア人のブレンヌス率いるセノネス族がクルシウムを脅かすと、クルシウムはローマへ救援を求めた。ローマは使節を派遣したものの交渉は決裂し、怒り狂ったセノネス族にアッリアの戦いで敗北すると、ローマは包囲され、人々はカピトリヌスの丘に立て籠もる事となった。
生き残ったローマ軍はウェイイに集結して反撃の準備を整えつつあったが、指揮官としてアルデアに亡命していたカミッルスが熱望された。この危機の最中にあってもローマ人は法的手順を踏む事を重視し、勇敢な一人の若者がカピトリヌスに忍び込み、カミッルスを独裁官とする元老院の決定を持ち帰った。
しかしガリア人たちもカピトリヌスへの進入路に気付き、夜陰に乗じてよじ登ろうした。歩哨や犬すら気付かなかったが、ただユーノー神殿のガチョウだけが鳴き喚き、マンリウスを目覚めさせた。マンリウスは仲間に警告しつつその場に急行、敵をなぎ倒したと言う。「カピトリヌス」のあだ名はその時の功績によるものであろう。人々は包囲され乏しい食料の中から少しずつ持ち寄り、マンリウスに与えて賞賛したという。
紀元前387年には次の執政官もしくは執政武官を選出するまでのインテルレクスの一人となった。

### 造反と告発

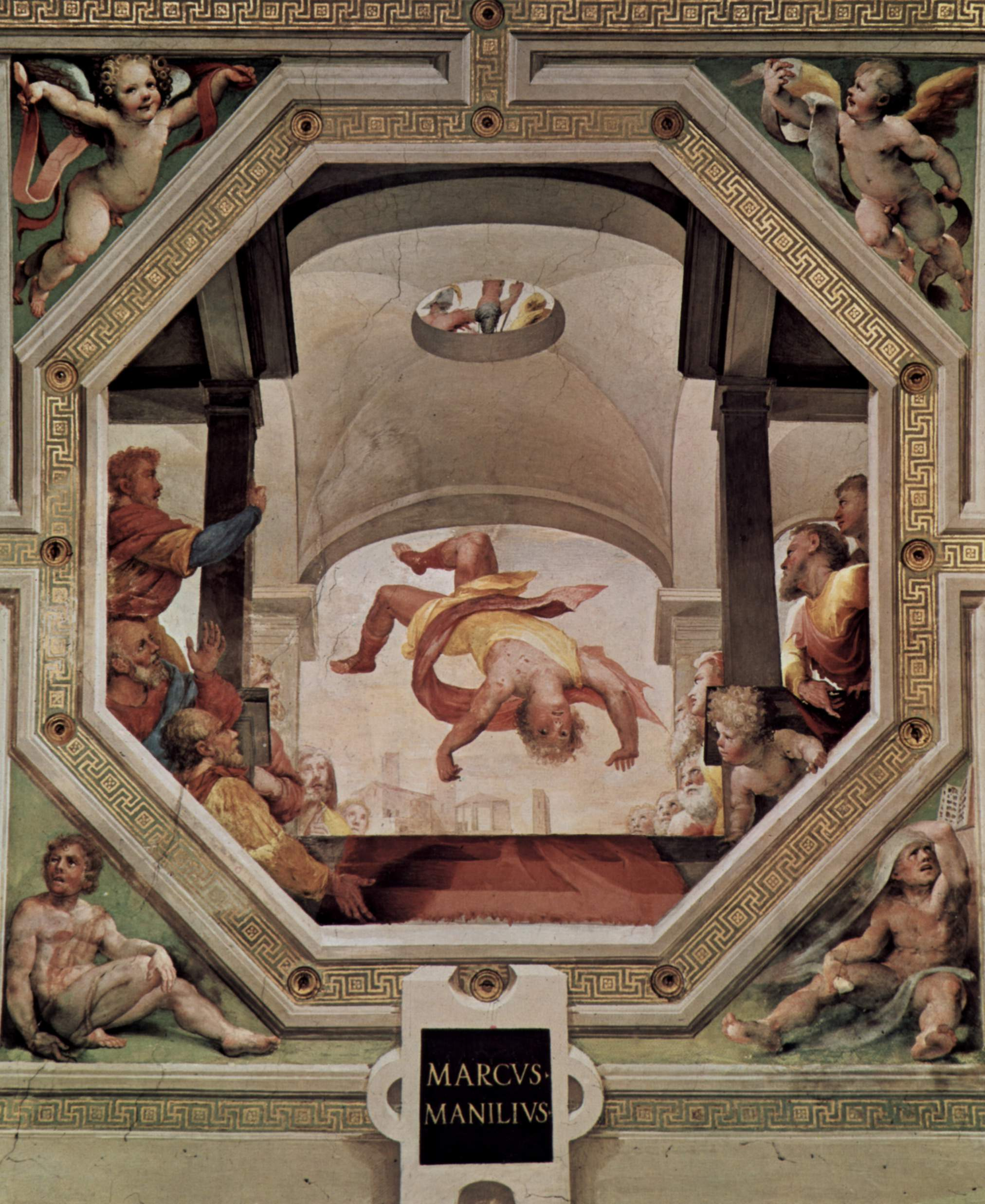
ドメニコ・ベッカフーミ画、『マルクス・マンリウスの処刑』（1532年頃）、シエーナのパラッツォ・プッブリコ

紀元前385年、対外的にはウォルスキ族との戦いが慢性的に続いており、さらにこの年はラティウムとヘルニキ族までもが背いた。そして国内では、マンリウスがパトリキでありながらプレブスのパトローネスを名乗って高利貸を非難し始めた。リウィウスによると、カミッルスだけが名声を恣にしている事に、同じ救国の英雄であるはずのマンリウスが我慢出来なかったからだという。この危機にアウルス・コルネリウス・コッススが独裁官に任命され、彼は副官にティトゥス・クィンクティウス・カピトリヌスを選んだ。
マンリウスは、あるケントゥリオが債務支払いを命じられ引き立てられていく姿を認めるとそこへ駆けつけ、債務を肩代わりし自由の身とした。更にウェイイに所有していた自分の土地を人々に売り与え、高利貸に苦しむ人々を見捨てることは無いと高らかに宣言した。彼は人々に対し、先年ガリア人に支払う為に集めた金銀を元老院議員が着服しており、それを使えば皆の債務を返済することが可能だと言い立て、騒動が膨らんでいた。
ウォルスキとの戦いを優勢に進めていた独裁官が呼び戻され、マンリウスと集会所で対決する事となった。もし本当に議員が公金を横領しているならば、その在処を明かすがいい。皆を救おうではないか。しかしマンリウスはそれには応えず、牢へ繋がれる事となった。人々はこの処遇に、貧民を救おうとして結局は処刑されたカッシウスや、スプリウス・マエリウスの事を思い起こして怒りを募らせ、遂にはマンリウスの解放を求めて暴動寸前となり、元老院は彼を牢から解き放った。
翌年になっても彼の怒りは収まらず、密議を重ねるうちに、とうとう執政官と独裁官の廃止にまで言及するようになっていたという。元老院はその対処に、護民官を使って告発する事とした。マンリウス氏族の誰一人として同行しなかったが、王位を狙ったとして告発された彼は、今まで救ってきた多くの人々を証人として呼び、カンプス・マルティウスで行われた投票では自らが守ったカピトリヌスの丘を指して懇願したため、人々は投票をためらった。そのために一旦延期され、丘の見えない場所で再度行われた投票で有罪となり、カピトリヌスのタルペーイアの岩から突き落とされ処刑された。
彼の死後、マンリウス氏族では今後誰一人マルクスを名乗らない事を決定した。人々は彼の恩顧を忘れることなく、その後疫病が流行すると、カピトリヌスを英雄の血で汚したからだとささやきあったという。